# 苏姗·科纳
苏姗·科纳（英語：Susan Kohner，1936年11月11日—），女，美国演员。曾获得金球奖最佳电影女配角。